# Homolobus sinensis
Homolobus sinensis är en stekelart som beskrevs av Chen 1991. Homolobus sinensis ingår i släktet Homolobus och familjen bracksteklar. Inga underarter finns listade i Catalogue of Life.